# Stathmodera flavescens
Stathmodera flavescens är en skalbaggsart som beskrevs av Stefan von Breuning 1940. Stathmodera flavescens ingår i släktet Stathmodera och familjen långhorningar. Inga underarter finns listade i Catalogue of Life.